# Sutton Green
Sutton Green est une localité rurale du Surrey, en Angleterre. Elle est située entre Guildford et Woking. Administrativement, elle relève du borough de Woking.
Sutton Green abrite Sutton Place (Surrey) (en), un manoir de la période Tudor, ainsi qu'un terrain de golf.